# Лучицы (посёлок, Дзержинский район)
Лучи́цы (бел. Лучы́цы) — посёлок в составе Боровского сельсовета Дзержинского района Минской области Беларуси. Деревня расположена в 15 километрах от Дзержинска, 54 километрах от Минска и 17 километрах от железнодорожной станции Койданово.

## История
Известна с конца XIX — начала XX века, как имение и деревня в Койдановской волости Минского уезда Минской губернии. В 1858 году 42 жители мужского пола. В 1897 году, по данным первой всероссийской переписи населения, в имении Лучицы проживали 35 жителей. В 1917 году — 75 жителей. В 1922 году в бывшее имение из деревни была перенесена школа (в 1925 году — 63 ученика). С 9 марта 1918 года в составе провозглашённой Белорусской Народной Республики, однако фактически находилась под контролем германской военной администрации. С 1 января 1919 года в составе Советской Социалистической Республики Белоруссия, а с 27 февраля того же года в составе Литовско-Белорусской ССР, летом 1919 года деревня была занята польскими войсками, после подписания рижского мира — в составе Белорусской ССР. 
С 20 августа 1924 года в составе Боровского сельсовета (который с 23 марта 1932 года по 14 мая 1936 года являлся национальным польским сельсоветом) Койдановского района (с 29 июня 1932 года — Дзержинского) Минского округа, с 20 февраля 1938 года — в составе Минской области, с 31 июля 1937 года по 4 февраля 1939 года в составе Минского района. В годы коллективизации был создан колхоз. По результатам переписи 1926 года, в деревне 26 дворов и 104 жителя. 
В Великую Отечественную войну, с 28 июня 1941 года по 6 июля 1944 года деревня находилась под немецко-фашистской оккупацией. В 1960 году — 85 жителей. Лучицы входили в состав колхоза имени Горького (центр — д. Боровое). А 1991 году насчитывались 18 дворов и проживали 42 жителя. С 2003 года в составе ОАО «Боровое-2003».

## Население
| Численность населения (по годам) | Численность населения (по годам) | Численность населения (по годам) | Численность населения (по годам) | Численность населения (по годам) | Численность населения (по годам) | Численность населения (по годам) |
| 1897                             | 1917                             | 1926                             | 1960                             | 1991                             | 1996                             | 1999                             |
| -------------------------------- | -------------------------------- | -------------------------------- | -------------------------------- | -------------------------------- | -------------------------------- | -------------------------------- |
| 35                               | ↗ 75                             | ↗ 104                            | ↘ 85                             | ↘ 42                             | ↘ 33                             | ↘ 28                             |
| 2004                             | 2009                             | 2017                             | 2018                             | 2020                             | 2022                             |                                  |
| ↘ 13                             | ↗ 34                             | ↘ 26                             | → 26                             | ↘ 20                             | ↘ 19                             |                                  |